# Romualdo Palacio González
Romualdo Palacio González (Málaga, 8 de febrero de 1827-Getafe, 7 de septiembre de 1908) fue un general español, gobernador de Puerto Rico en 1887 y director general de la Guardia Civil en 1892 hasta su jubilación. Su figura es recordada por su persecución política de los miembros del Partido Autonomista Puertorriqueño. Así, su administración en Puerto Rico fue considerada caótica para sus habitantes. El año 1887, en que él gobernó el archipiélago puertorriqueño, es considerado como el año terrible de la historia de Puerto Rico, vinculándose esto a la administración de Romualdo Palacio, quien fue llamado por sus habitantes como el general Componte debido a que «componteaba» (es decir, en este caso, corregir o arreglar) a los autonomistas e independentistas tanto dentro como fuera de las cárceles.

## Biografía

### Primeros años y carrera militar
Romualdo Palacio González nació el 8 de febrero de 1827 en Málaga. Hijo del teniente general Mariano Palacios, se incorporó en el ejército a los nueve años de edad. En 1841, participó en el Regimiento de Navarra y en 1843, como cadete, participó en el alzamiento contra el general Espartero, quien entonces gobernaba España, en Torrejón de Ardoz.
Romualdo Palacio adquirió los cargos de subteniente y teniente por antigüedad, ejerciendo servicios militares en Zaragoza, Lérida y en otros lugares de Cataluña. Su actuación en la Revolución de 1854, en la Vicalvarada, liderada por Leopoldo O'Donnell y Domingo Dulce y Garay, le permitieron conseguir el grado de segundo comandante.
Así, fue enviado a la guerra de África, iniciada por España en 1859, donde luchó y destacó en diversos combates hasta 1860, cuando obtuvo el grado de primer comandante.
Tras terminar la campaña de África, Romualdo Palacio fue enviado al Regimiento de Isabel II número 3. Sin embargo, el general malagueño sufría de una lesión causada durante la campaña y su mala curación lo impulsó a pedir el retiro como "inútil en campaña", tras lo cual se estableció en Madrid. Tras curarse de su herida, en 1868, volvió al ejército. Romualdo Palacio obtuvo el grado de teniente coronel por antigüedad en el ejército y el de coronel "por gracia general". Francisco Serrano le incorporó en el mando del Regimiento del Infante número 5, "El Augusto". Así, Romualdo lideró el Regimiento contra los carlistas en la provincia de Zaragoza, siendo elevado luego al grado de brigadier jefe. Liderando varios batallones luchó contra los republicanos en Cataluña, destacó en la ocupación de Esparraguera, donde murieron muchos de los militares del Regimiento, y en el ataque a Martorell, en el cual venció en una larga batalla, a más de 3.000 federales enemigos, logrando así la pacificación del Principado.
Su actuación al reprimir la sublevación republicana efectuada en Valencia le llevaron a obtener la Gran Cruz del Mérito Militar con un distintivo rojo. En 1870 luchó de nuevo contra los carlistas, esta vez en Navarra y Vascongadas, derrotando el levantamiento en ocho días. En 1872 llevó y lideró una Brigada de la 1.ª División del Ejército del Norte a las campañas de las Peñas de Artavia y Puerto de Zudaire. Fue elevado a mariscal de campo y obtuvo también el empleo de comandante general de la 1.ª División del Ejército de Castilla la Nueva. En diciembre de 1872 fue ascendido a capitán general de Granada y, en septiembre de 1873, a segundo cabo de Cuba (aunque no llegaría a ejercer este cargo).
En octubre de 1873 Romualdo Palacio fue nombrado capitán general de Valencia, ejerciendo el cargo durante tres meses. Palacio luchó contra los carlistas en Madrid, que estaban a punto de ocupar políticamente la ciudad, y contra algunas unidades del ejército, que se habían levantado contra la República; logrando derrotarlas en lugares tales como Segarra y Vizcarro. Su acción de Ares del Maestre le hicieron obtener, diez años después, la Gran Cruz Laureada de San Fernando.
El 27 de marzo de 1874, Palacio, nuevamente en el ejército de Serrano, participó en la batalla de San Pedro Abanto, tras la cual lideró el 2.º Cuerpo de Ejército y, poco después, la División de Vanguardia; destacando en algunas batallas de Vizcaya y Maestrazgo. En mayo de 1874 adquirió el cargo de capitán general de Aragón, debiendo luchar en las plazas de Morella y Alcañiz, enfrentándose contra las tropas carlistas en Aragón, a las que derrotó. En agosto de 1874 fue nombrado teniente general y en noviembre obtuvo el gobierno de la Capitanía General de Granada, aunque tampoco ejerció el cargo.
En 1883, tras conseguir la Gran Cruz de San Fernando por su actuación en Ares del Maestre y como capitán general de Valencia, envió nuevamente tropas contra los carlistas contra los que tuvo un arduo combate. En ese año obtuvo también la Gran Cruz o de quinta clase de San Fernando, dedicada a generales en jefe, y dispuso también de una pensión anual de 10.000 pesetas.

### Gobierno de Puerto Rico
En enero de 1887, cuando Palacio ya tenía cincuenta y nueve años, el ministro de Ultramar del gobierno de Sagasta, lo designó gobernador de Puerto Rico.
Tras llegar a Puerto Rico, Palacio convirtió a Aibonito, donde él se instaló, en la capital de Puerto Rico mientras duró su gobierno. Él dirigió la represión contra los autonomistas de Ponce y Juana Díaz, los focos del levantamiento independentista. Además, prohibió totalmente los periódicos liberales más cercanos al autonomismo y persiguió a periodistas y escritores. Para tratar de reprimir el Grito de Lares, la Guardia Civil encarceló a periodistas o políticos implicados en el levantamiento, siendo ejecutados "en aplicación de la ley de fugas" o en "extraños suicidios en las oscuras y húmedas cárceles de la colonia". Así, los cuartelillos de la Guardia Civil, fueron conocidos desde este momento como las Casas del Componte.
Los centros de detención que más usaba fueron la Cárcel del Antiguo Cuartel Militar Español de Ponce, en Ponce y el Fuerte San Felipe del Morro en San Juan. Entre sus persecuciones más destacables se encuentran la de Román Baldorioty de Castro.
Durante su gobierno en Puerto Rico, Palacio fue acusado de violar a una joven puertorriqueña en un baile, probablemente en una de las fincas de José Gallart Forgas en Aibonito. Sin embargo, se desconoce la fiabilidad de dicha violación.
En noviembre de 1887, llegaron a las Cortes y al Gobierno unos informes que indicaba la administración caótica de Palacios en Puerto Rico a través de un mensajero que secretamente había sido enviado por el partido Autonomista de la isla y que logró pasar desapercibido ante la vigilancia de las fuerzas de seguridad del gobernador. Esto provocó la destitución de Palacios del gobierno puertorriqueño.
Palacio regresó a España el 11 de noviembre de 1887. Sus prisioneros políticos fueron liberados el 24 de diciembre de 1887.

## Últimos años en Getafe
Tras volver a España, no volvería a ejercer ningún cargo hasta el 30 de enero de 1892, cuando fue nombrado director general de la Guardia Civil por parte del Consejo de Ministros, liderada por Antonio Cánovas del Castillo, ejerciendo dicho cargo "hasta su pase a la reserva", con el que termina su carrera militar. En 1904, se jubiló. Murió el 7 de septiembre de 1908, en la localidad madrileña de Getafe.

## Vida personal
Romualdo Palacio y González se casó varias veces. La primera fue con Casandra Rodríguez Pumarejo, con quien tuvo al menos un hijo llamado Tomás Palacio Rodríguez (quien se convirtió en teniente coronel y murió en la guerra de África el 27 de julio de 1909, dos años después de la muerte de su padre; Tras quedarse viudo, se casó de nuevo y tuvo tres hijas: Trinidad, Felisa y Tomasa.

## Reconocimientos y condecoraciones
Romualdo Palacio y González obtuvo diversos reconocimientos militares a lo largo de su trayectoria. Así, fue nombrado hijo adoptivo de los municipios de Aibonito (Puerta Rico) y de Getafe (España), fue elegido dos veces diputado, y también recibió las siguientes condecoraciones:
- Gran Cruz Laureada de San Fernando.
- Caballero gran cruz de la Orden de San Hermenegildo.
- Caballero gran cruz de la Orden de los Santos Mauricio y Lázaro.
- Gran cruz del Mérito Militar con distintivo rojo, de San Mauricio y San Lázaro de Italia.

## Legado
- La casa de Romualdo Palacio, situada en la calle Ramón y Cajal, Getafe, estuvo alquilada a la Guardia Civil durante algunos años.[2]
- Llevo el agua a Getafe así como la caballería de la Guardia Civil hoy la Universidad Carlos III de Madrid.